# Samedkhanly Vtoroye
Samedkhanly Vtoroye (azerbajdzjanska: Ikinci Səmədxanlı) är en ort i Azerbajdzjan.   Den ligger i distriktet Masallı Rayonu, i den sydöstra delen av landet, 180 km sydväst om huvudstaden Baku. Antalet invånare är 391.
Terrängen runt Samedkhanly Vtoroye är platt. Runt Samedkhanly Vtoroye är det ganska tätbefolkat, med 192 invånare per kvadratkilometer.. Närmaste större samhälle är Arkewan, 5,8 km sydväst om Samedkhanly Vtoroye.
Trakten runt Samedkhanly Vtoroye består till största delen av jordbruksmark.